# Plasma quarks-gluons
Pour les articles homonymes, voir Plasma.

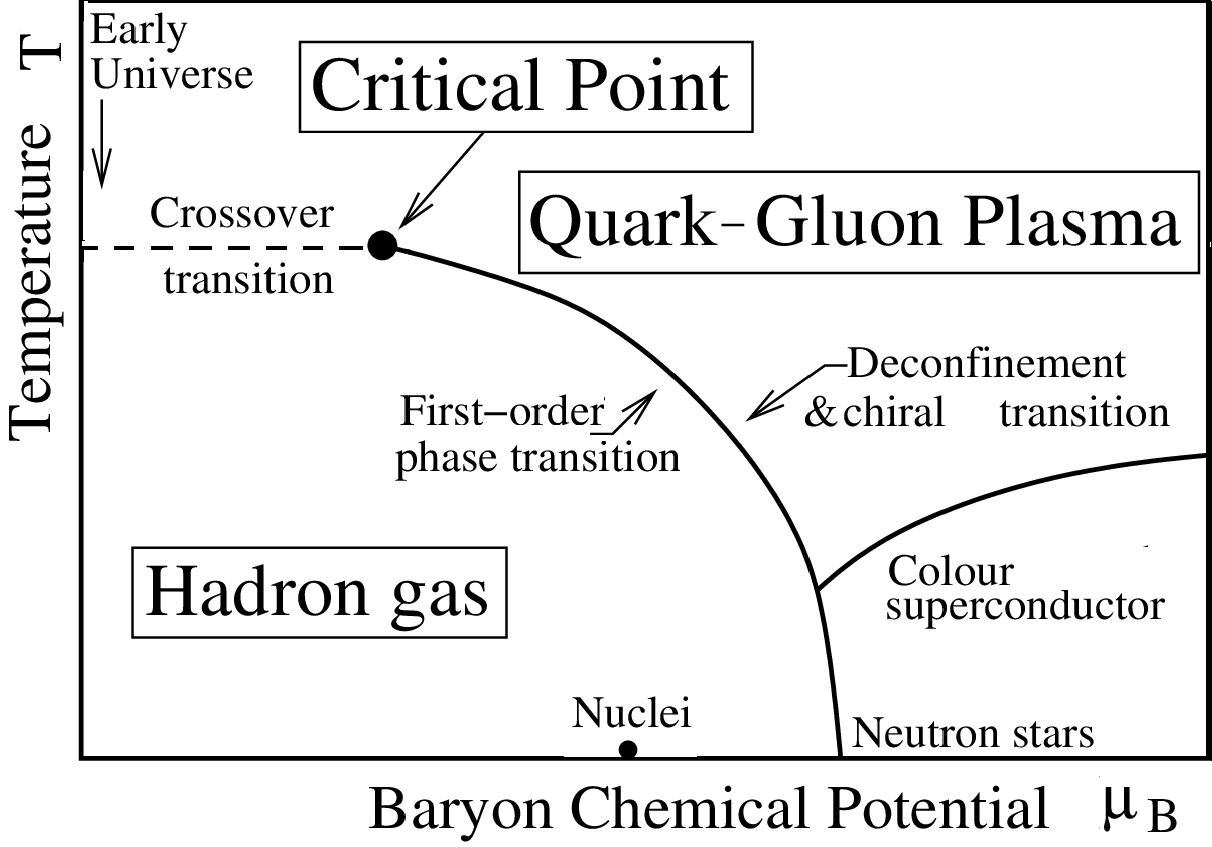
Diagramme de phase des états de la matière en chromodynamique quantique.

Le plasma de quarks et de gluons, ou QGP (pour Quark-Gluon Plasma) est un état de la matière qui existe à des températures et/ou des densités extrêmement élevées. Cet état consiste en une « soupe » de quarks et de gluons (presque) libres. Elle diffère en cela des autres états de la matière, comme les solides, les liquides ou les gaz, dans lesquels les quarks et les gluons sont confinés dans les hadrons.
Le QGP était sans doute présent dans l'Univers durant les 20 à 30 premières microsecondes après le Big Bang. Aujourd'hui, des théories prédisent son existence au sein de certaines étoiles très denses, mais le seul moyen de l'étudier réellement est de le fabriquer artificiellement dans des accélérateurs de particules.

## Description
Si on remonte dans le temps, l'Univers était chaud. À température suffisamment élevée, le noyau des atomes se vaporise. À ce stade, l'agitation thermique est supérieure aux forces de cohésion des noyaux, et l'on obtient un gaz de hadrons ; autrement dit, ce n'est pas un gaz de molécules ou d'atomes, mais de protons, de neutrons d'autres particules constituées de quarks et éventuellement d'antiquarks. À une température encore plus élevée (typiquement au-dessus de mille milliards de degrés, environ cent mille fois la température au centre du Soleil), les hadrons eux-mêmes se vaporisent.

## Création du plasma quarks-gluons

### Super Proton Synchrotron
La première création de plasma de quarks et de gluons fut annoncée en février 2000.
Elle a eu lieu au CERN, en utilisant des noyaux de plomb accélérés à une énergie de 33 TeV (158 GeV par nucléon) par le Supersynchrotron à protons (SPS), puis projetés sur des cibles fixes. Les impacts amenèrent localement la matière à une température « 100 000 fois supérieures à celle du cœur du Soleil » et avec des « densités d’énergie » 20 fois plus grandes que celle du noyau atomique.

### Collisionneur d'ions lourds relativistes
Ensuite, l’étude de ce plasma se poursuit au Laboratoire national de Brookhaven, en particulier avec le Collisionneur d'ions lourds relativistes (RHIC ; Relativistic Heavy Ion Collider) construit dans ce but. Celui-ci peut accélérer deux faisceaux de noyaux lourds (cuivre ou or) en sens inverse, jusqu'à une énergie de 100 GeV par nucléons, puis les fait entrer en collision frontale.
Ce qui suit est la traduction d'un communiqué de presse d'une université américaine[réf. nécessaire] :

« À l'aide du collisionneur à ions lourds du laboratoire de Brookhaven, des physiciens pensent avoir réussi à créer un plasma quark-gluon. L'équipe a créé ce plasma en fracassant des noyaux d'atomes d'or les uns sur les autres à des vitesses relativistes. L'explosion résultante des particules n'a duré que 10–20 secondes. En utilisant des collisions à grande vitesse entre des atomes d'or, les scientifiques pensent avoir recréé une des formes les plus mystérieuses de la matière dans l'Univers, le plasma quarks-gluons.
Le professeur de physique Daniel Cebra est l'un des chercheurs. Son rôle consistait à établir les dispositifs d'écoute électroniques qui collectent des informations sur les collisions, un travail qu'il a comparé à « dépanner 120 000 systèmes stéréo ». Maintenant, en utilisant ces détecteurs, « nous analysons ce qui se produit réellement pendant la collision pour comprendre ce qu'est le plasma quarks-gluons », a-t-il indiqué. « Nous avons essayé de dissocier des neutrons et des protons, les constituants des noyaux atomiques, en leurs quarks et gluons constitutifs », précise-t-il. « Nous avons eu besoin de beaucoup de chaleur, de pression et d'énergie, localisées dans un petit espace. »
Les scientifiques ont réalisé de bonnes conditions avec des collisions frontales entre les noyaux d'atomes d'or. Le plasma quarks-gluons résultant a subsisté pendant un temps extrêmement court, moins de 10−20 seconde, selon Cebra. Mais les collisions ont laissé des traces mesurables. « Notre travail est comme une reconstitution d'accidents », explique-t-il. « Nous voyons des fragments issus d'une collision, et nous remontons en arrière depuis ces éléments ».
On s'était attendu à ce que le plasma quarks-gluons se comporte comme un gaz, mais les données indiquent davantage une substance se comportant comme un liquide. Le plasma est moins compressible que prévu, ce qui signifie qu'il peut être susceptible de supporter les pressions des noyaux d'étoiles très denses. « Quand une étoile à neutrons devient assez grande et assez dense, elle peut passer par une phase « à quark », ou bien elle peut juste s'effondrer en un trou noir », indique Cebra. « Pour supporter une étoile à quark, le plasma quarks-gluons aurait besoin d'être extrêmement rigide. Nous espérons qu'il existe des étoiles à quark, mais il sera difficile de les étudier. Si elles existent, elles doivent être infiniment lointaines ».
Selon les hypothèses dernièrement formulées, des essais pratiqués sur des noyaux d'uranium pourraient fournir un plasma de quarks et de gluons aux caractéristiques proches de l'état solide. Le laboratoire de Brookhaven serait également le siège de ses expériences. »

### Grand collisionneur de hadrons
La prochaine étape a démarré en 2010 avec des collisions de noyaux de plomb au Grand collisionneur de hadrons (LHC), avec les expériences ALICE, ATLAS et CMS.
Cette fois, les noyaux atteindront une énergie de 2,76 TeV par nucléon avant d’entrer en collision.